# 马纳 (德龙省)
马纳（法語：Manas）是法国德龙省的一个市镇，位于该省中部偏西南，属于尼永斯区。该市镇总面积1.91平方公里，2009年时的人口为182人。

## 人口
马纳人口变化图示